# Storm Corrosion
Storm Corrosion foi uma colaboração musical entre Mikael Åkerfeldt da banda sueca de metal progressivo Opeth e Steven Wilson, um artista solo inglês e frontman da banda de rock progressivo Porcupine Tree. Åkerfeldt e Wilson começaram uma parceria musical de longa data em 2001 quando Wilson produziu o quinto álbum de estúdio do Opeth, o Blackwater Park. Os dois começaram a escrever juntos para um novo projeto em 2010, lançando seu primeiro álbum de estúdio auto-intitulado em 8 de maio de 2012 pela Roadrunner Records.
Sucesso de critica, Storm Corrosion marca uma mudança de paradigma para Åkerfeldt e Wilson. Não querendo que o projeto seja um supergrupo de metal progressivo, os dois usaram-lo como uma oportunidade para explorar seus mais exotéricos gostos na música, incluindo Comus e Scott Walker. Atualmente, não há planos para uma turnê de apoio do álbum auto-intitulado ou uma continuidade.

## História

### Formação
Mikael Åkerfeldt tornou-se ciente de Steven Wilson em meados da década de 1990 após o melhor amigo de Åkerfeldt, Jonas Renkse, tocar o álbum The Sky Moves Sideways do Porcupine Tree Anos depois, Åkerfeldt recebeu um e-mail surpresa de Wilson que tinha sido dada uma cópia do do álbum Still Life do Opeth por um jornalista francês. Os dois se reuniram pra jantar em Londres onde Åkerfeldt convidou Wilson para produzir o próximo álbum do Opeth. Foi também durante este jantar que os dois falaram pela primeira vez sobre uma possível colaboração.
Após o encontro em Londres, Åkerfeldt e Wilson começaram uma parceria musical de longa data. Wilson produziu três álbuns do Opeth – Blackwater Park, Deliverance, e Damnation – e mixou o Heritage. Em 2005, Åkerfeldt contribuiu com guitarra e vocal para Deadwing, oitavo álbum do Porcupine Tree. Porcupine Tree e Opeth também foram co-headline em uma turnê norte americana juntos no verão de 2003. Embora a colaboração tenha sido anunciada em 2006, foi apenas em março de 2010 que os dois começaram a escrever músicas juntos. Originalmente, o ex-baterista do Dream Theater, Mike Portnoy, foi envolvido, mas foi excluso porque Åkerfeldt e Wilson sentiram que a música teria pouco espaço para bateria. No início de 2011, Storm Corrosion foi anunciado como o título do projeto.

### Storm Corrosion(2010 – 2012)
Depois de mais de um ano de escrita, o primeiro álbum do Storm Corrosion foi concluído em setembro de 2011. Em fevereiro de 2012, foi anunciado que a colaboração tinha assinado com a Roadrunner Records e que seu álbum seria auto-intitulado e lançado em 24 de abril. Esta data de lançamento acabou sendo adiada para 8 de maio. O trabalho de guitarra no álbum foi feita por Åkerfeldt enquanto Wilson se concentrou na teclados e arranjo de música. Gavin Harrison do Porcupine Tree tocou bateria, embora apenas 15 a 20 por cento do álbum precisava deles. Refletindo sobre sua experiência de trabalho em conjunto, Åkerfeldt e Wilson foram amplamente positivos, observando que eles nunca tiveram qualquer luta artística ao longo do controle criativo e que as contribuições de cada um eram "exatamente 50/50 ". Wilson declarou que o álbum e a conclusão de uma trilogia, ao lado de álbum Heritage do Opeth e álbum solo do Steven Wilson Grace for Drowning, os quais foram lançados num período entre 2011 e 2012.
O primeiro som usado em promoção do Storm Corrosion foi "Drag Ropes", lançado via YouTube em 24 de abril. Após o seu lançamento, o álbum foi extremamente bem recebido, e foi nomeado para o "Album of the Year Award by Prog", apresentado por Classic Rock Magazine, e "Melhor Álbum em Surround Sound" no Grammy Awards.  Atualmente, Åkerfeldt e Wilson não possuem planos para turnê de apoio do álbum. Enquanto os dois expressaram interesse em trabalharem juntos novamente, eles não têm o compromisso de escrever outro álbum para o Storm Corrosion em particular.

## Estilo musical

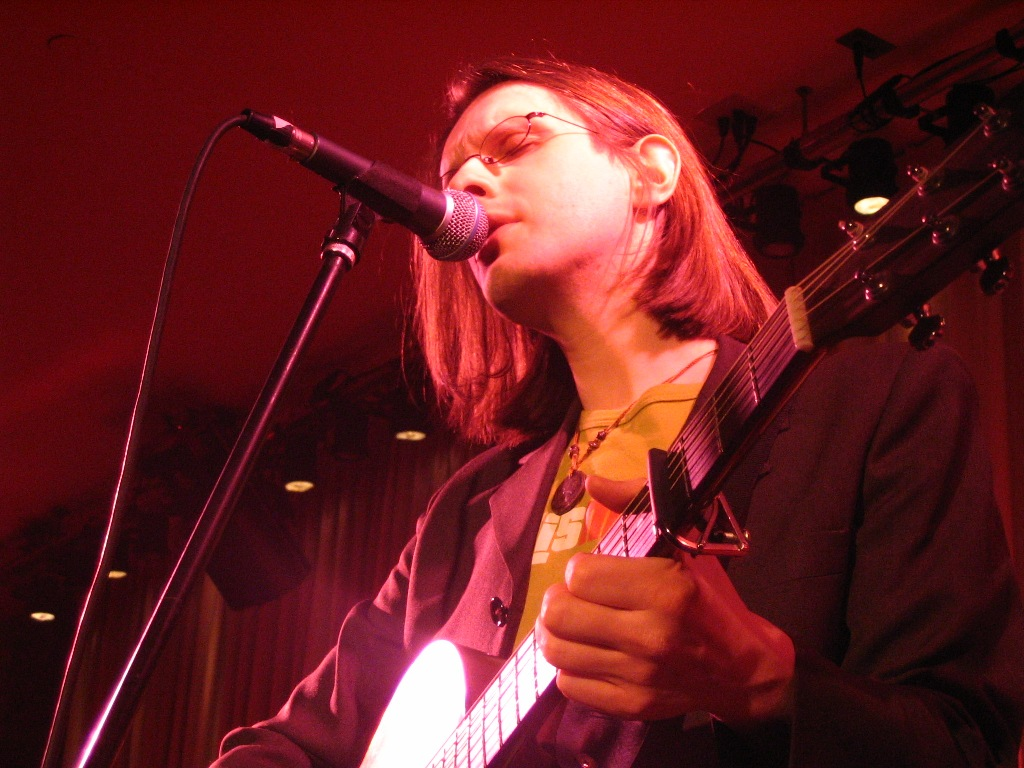
Steven Wilson em 2005.

Apesar de suas reputações como vocalistas do heavy metal e gêneros de rock progressivo, Mikael Åkerfeldt e Steven Wilson não queriam que o Storm Corrosion fosse um supergrupo de metal progressivo. IEm uma entrevista mais cedo em relação ao projeto, Wilson foi tão longe como a dizer que a música soava diferente de tudo que ele ou Åkerfeldt tinha feito a esse ponto, incluindo Damnation, que um monte de fãs assumiu que seria o caso. Em vez disso, os dois usaram o projeto como uma oportunidade de explorar os seus gostos mais esotéricas na música, como Comus, Popol Vuh, Univers Zero, Steve Reich, David Crosby, Talk Talk, e Scott Walker.
O som do Storm Corrosion pode ser melhor descrito como ambiente, épico, encantador, e orquestral. No comunicado de imprensa para o primeiro álbum auto-intitulado, Åkerfeldt descreveu a música como "um pouco assustador, desgastante, profunda e bastante intensa". Em uma entrevista com a Face Culture, Wilson descreveu o álbum como "maduro, estranho, e perturbador". Críticos descreveram o som do álbum como tendo "uma estranha melancolia sobre a música que remonta ao vanguardismo experimental movido a droga dos anos 70",  "desequilibrado" e "experimental", e como um "som fluente e expansivo folk-tocado".

## Discografia
- Storm Corrosion (2012)
  - UK #45,[29] US #47[30]